# Mănăstirea Balamuci
Mănăstirea Balamuci sau Mănăstirea Sitaru  este o mănăstire ortodoxă din România, situată în apropierea satului Sitaru din comuna Grădiștea (județul Ilfov). Mănăstirea este înscrisă în Lista Monumentelor Istorice (cod LMI IF-II-a-A-15263).

## Istoric

Vedere generală

Ctitorul primei biserici de zid din sihăstria de la Sitaru – una din cele mai izbutite realizări arhitecturale muntenești din sec. al XVIII-lea – a fost boierul Papa Greceanu, străbunicul domnitorului Constantin Brâncoveanu. În 1752 biserica va fi refăcută „de iznoavă”, după cum grăiește pisania, în vremea Mitropolitului Neofit al Ungrovlahiei, fiind pictată de „Neacșa ierei, Dima ierei, Grigorie, Șerban, Constantin și Constandache”, în 1753.
Mănăstirea Balamuci (variante: Balamuci și Sitaru) a fost din 1838 locul în care au fost transferați bolnavii mintal care între 1825 și 1838 fuseseră ținuți la Mănăstirea Negoiești. Conform lui Ion I. Cantacuzino, care îl cita pe P. Samarian, este posibil ca mănăstirea Balamuci să fi servit și înainte de 1838 ca adăpost pentru alienați, și în acest caz numele ei se trăgea de la denumirea rusă sau ruteană pentru om care vorbește aiurea, balamuțiau. În orice caz, de la numele acestei mănăstirii a rămas cuvântul „balamuc”, sinonim pentru „casă de nebuni”.
Din 1845 bolnavii au fost transferați într-o clădire din apropierea Mănăstirii Mărcuța de lângă București.

După secularizarea averilor mănăstirești, în mănăstire va funcționa o temniță pentru minori. În 1875, la Sitaru erau mai mulți călugări decât înainte de secularizare (decembrie 1863). În 1915 mănăstirea rămâne pustie. Abia în anul 1928, doi călugări din obștea Căldărușanilor, Atanasie și Martirie, se mută la Sitaru, căutând să reînvie schitul. În 1944 sosesc aici 24 de călugări basarabeni, refugiați de la Mănăstirea Noul Neamț. Chiar și după decretul regimului comunist, de desființare a mănăstirilor, din 1959, doi dintre viețuitori refuză să părăsească mănăstirea. După 1971 viața duhovnicească la Sitaru începe să renască, părinții Damian Bogdan, Gheorghe Ghenoiu și Gherasim reușind să adune în jurul lor o obște numeroasă. În ultimii ani s-au construit un corp de chilii, un arhondaric, o bibliotecă etc.